# José Bernardino dos Santos

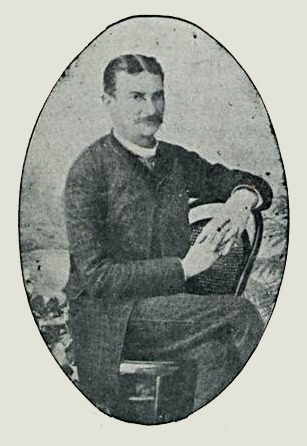
José Bernardino dos Santos.

José Bernardino dos Santos (Porto Alegre, 20 de maio de 1845 — Caxias do Sul, 01 de junho de 1892) foi um escritor e jornalista brasileiro.
Filho de Eleasar José dos Santos e Comba Norberto dos Santos. Lutou, como soldado, na Guerra do Paraguai. Foi funcionário da tesouraria do estado, colaborou com vários jornais, entre eles o Riograndense, do partido conservador, onde Eudoro Berlink era redator.
Membro da Sociedade Partenon Literário, escreveu diversas vezes na revista da sociedade, publicou também algumas peças de teatro, tais como uma adaptação do poema indianista I-Juca-Pirama de Gonçalves Dias. Criou a revista literária Murmúrios do Guaíba, que destacava romances, contos, poemas, peças de teatro e textos críticos do próprio Bernardino, de Bernardo Taveira Júnior, Apolinário Porto Alegre, Carlos Ferreira, entre outros. 
Segundo alguns autores, teria criado a Revista depois de uma divergência entre membros da Sociedade Partenon Literário, porém tal questão não é clara, parecendo mais provável que tenha sido criada para preencher o vácuo deixado pela interrupção temporária da Revista Mensal em dezembro de 1869, ambas utilizando-se de idêntica estrutura na divulgação literária.  Colaborou com o jornal literário Álbum do Domingo, e foi um dos fundadores da Sociedade Ensaios Literários.
De linguagem crua e direta suas obras tem cunho regional. Também editou e prefaciou o primeiro livro de versos de Múcio Teixeira, Vozes Trêmulas.